# Ensayo de Bernoulli

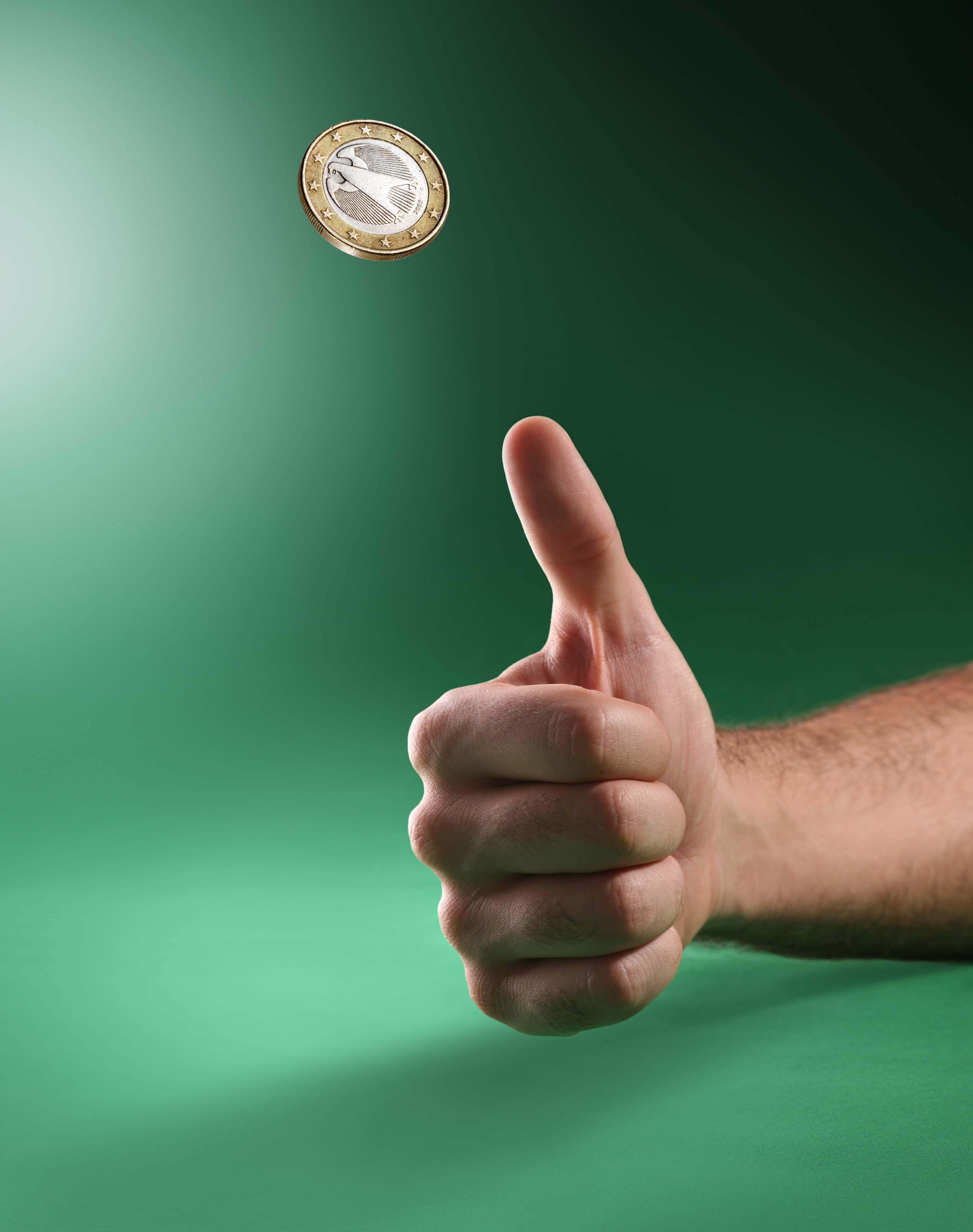
Lanzar una moneda es un ensayo Bernoulli pues se obtiene cara o bien se obtiene cruz.

En la teoría de probabilidad y estadística, un ensayo de Bernoulli es un experimento aleatorio en el que sólo se pueden obtener dos resultados (habitualmente etiquetados como éxito y fracaso). Se denomina así en honor a Jakob Bernoulli.
Desde el punto de vista de la teoría de la probabilidad, estos ensayos están modelados por una variable aleatoria que puede tomar sólo dos valores, 0 y 1. Habitualmente, se utiliza el 1 para representar el éxito. 
Si p es la probabilidad de éxito, entonces el valor del valor esperado de la variable aleatoria es p y su varianza, p (1-p).
Los procesos de Bernoulli son los que resultan de la repetición en el tiempo de ensayos de Bernoulli independientes pero idénticos.

## Ejemplos
En la práctica, los ensayos de Bernoulli se utilizan para modelar fenómenos aleatorios que sólo tienen dos resultados posibles, como por ejemplo:
- Al lanzar una moneda, comprobar si sale cara (éxito) o cruz (fracaso). Se suele suponer que una moneda tiene una probabilidad de éxito de 0,5.
- Al lanzar un dado, ver si se obtiene un seis (éxito) o cualquier otro valor (fracaso).
- Al realizar una encuesta política, tras escoger un votante al azar, ver si este votará "sí" en un referéndum próximo.
- ¿Era el recién nacido niña?
- ¿Son verdes los ojos de una persona?
- ¿Decidió un cliente potencial comprar determinado producto?

Hay que entender que éxito y fracaso son etiquetas para los resultados y que no debe ser interpretado literalmente.